# 攻殻機動隊 GHOST IN THE SHELL
『攻殻機動隊 GHOST IN THE SHELL』（こうかくきどうたい ゴースト イン ザ シェル）はSCEIから1997年7月17日に発売されたPlayStationのゲームソフト。ジャンルはアクション・シューティング。初の『攻殻機動隊』ゲーム作品。漫画版をベースとしているため、既にアニメ化されていた映画版とはキャストやデザインが異なっている。

## ストーリー
ニューポートシティにあるサイボーグメーカー、メガテクボディ社が人類解放戦線を名乗るテログループによって爆破される。緊急招集を受けた公安9課こと攻殻機動隊は、「フチコマ乗り」としての能力を強化された新人隊員と共に、ネット上に流された犯行声明の発信源であるベイエリアへと向かう。

## 概要
当時それほど一般的でなかったフルデジタル製作によるオープニングアニメーションは高く評価された。
動くフチコマを観られるのはゲームのみだが、ゲーム自体はストイックな内容と独特の操作感覚で難易度が高い。

## システム
プレイヤーがフチコマと呼ばれる多脚戦車に乗り込んでテロリスト達を倒してゆく、面クリア型アクション･シューティングである。フチコマには、低威力だが連射の効く主武装のマシンガン・広範囲を攻撃できるグレネード・敵を追尾するミサイルが搭載されており、これらを使い分けながら各ミッションを攻略する。視点はFPS・TPSから選ぶ。フチコマはダッシュやジャンプといった派手なアクションはできないが、壁や天井に張り付いたまま走行したり、L･Rボタンをつかったスライド走行など軽快で個性的な操作感を実現している。また各ステージは倉庫街や水没した都市、下水管内部や高速道路を走りながらの戦闘など非常にバラエティに富んでいる。ゲームモードは2つあり、シナリオに沿って進めてゆくミッションと、制限時間内により多くのターゲットを破壊してスコアを稼ぐトレーニングがある。ミッションの合間にはストーリーを堪能するアニメムービーと作戦を説明するブリーフィングが、トレーニングには得点に応じて10種類のアニメが流され、高得点を獲得すると素子や9課のメンバーに褒められる。一度観たムービーはリプレイで自由に観られる。

## 登場人物
原作共通の人物については各リンク参照
主人公
本作の主人公。公安9課の新人隊員。フチコマとの感覚統合を強化するデバイスを電脳内に組み込んである。
草薙素子
声：鶴ひろみ
9課リーダー。武器･格闘･電脳戦のスペシャリストである。
バトー
声：小川真司
9課ナンバー2。巨漢の元レンジャー隊員で素子の右腕的存在。
トグサ
声：鈴置洋孝
素子に引き抜かれ入隊した元刑事。9課の経歴は浅い。
荒巻大輔
声：伊藤惣一
外務省公安部の部長であり公安9課の責任者。あだなは「オヤジ」
イシカワ
声：小林清志
情報収集のエキスパート。9課でも古参の一人。
サイトー
声：檜山修之
スナイパー。ゲーム中の出番はほとんどない。
ボーマ、パズ
9課隊員。サイトーと同じく出番はほとんどない。
フチコマ
声：三輪勝恵
9課が保有する蜘蛛形戦車。ゲーム中ではこれに乗り込んで戦う。
沢村技官
声：滝口順平
エネルギー省に所属する政府高官。
ゼブラ27
人類解放戦線リーダー。元傭兵。
オペレーター
声：長谷川智子
ドクター
声：高瀬右光
看護師
声：佐藤美智子
パイロット
声：斉藤周

## 原作者との関わり
企画当初は映画『GHOST IN THE SHELL / 攻殻機動隊』の雰囲気で製作される予定だったが、原作者である士郎正宗から映画とは違う形でやってほしいという要望があり、原作版に近い形にキャラクターデザイン・キャスティングとも変更された。また士郎はエンディングには原作･協力とだけクレジットされているが、ムービーの絵コンテにアイディアを出したり、多数の衣装デザイン画（書き下ろし）やビル建築現場の資料写真などを製作スタジオに提出しており、これらはムービー製作に役立てられた。
また、士郎はゲームデザインについても構想しており、プレイステーションソフトジャンピングフラッシュ にて高度な3Dゲーム開発技術を見せたエグザクトに自ら電話をかけて開発依頼をしている。

## 音楽
本作の音楽プロデューサー、OP曲を担当した石野卓球をはじめとするテクノミュージック界において著名なアーティスト達が音楽を提供したことも本作の特徴のひとつである。中でもデトロイト・テクノの創始者であるデリック・メイも参加しており、彼の提供した楽曲が事実上彼の最新曲である。CDやアナログディスクでサウンドトラックが発売された。
- 『攻殻機動隊 MEGATECH BODY.CD.』(通常版CD/SRCS-8381)
- 『攻殻機動隊 MEGATECH BODY.CD., LTD.』(限定版2枚組CD/SRCS-8382～8383)
- 『攻殻機動隊 MEGATECH VYNYL. LTD.』(限定版2枚組アナログ/SRJS-6004～6005)

### 参加アーティスト一覧
- 石野卓球
- マイク・ヴァン・ダイク
- ハードフロア
- デリック・メイ
- ジョーイ・ベルトラム
- デイブ・エンジェル
- ウエストバム
- スキャンX
- ジ・アドベント
- BCJ
- ブラザー・フロム・アナザー・プラネット